# 都市风光

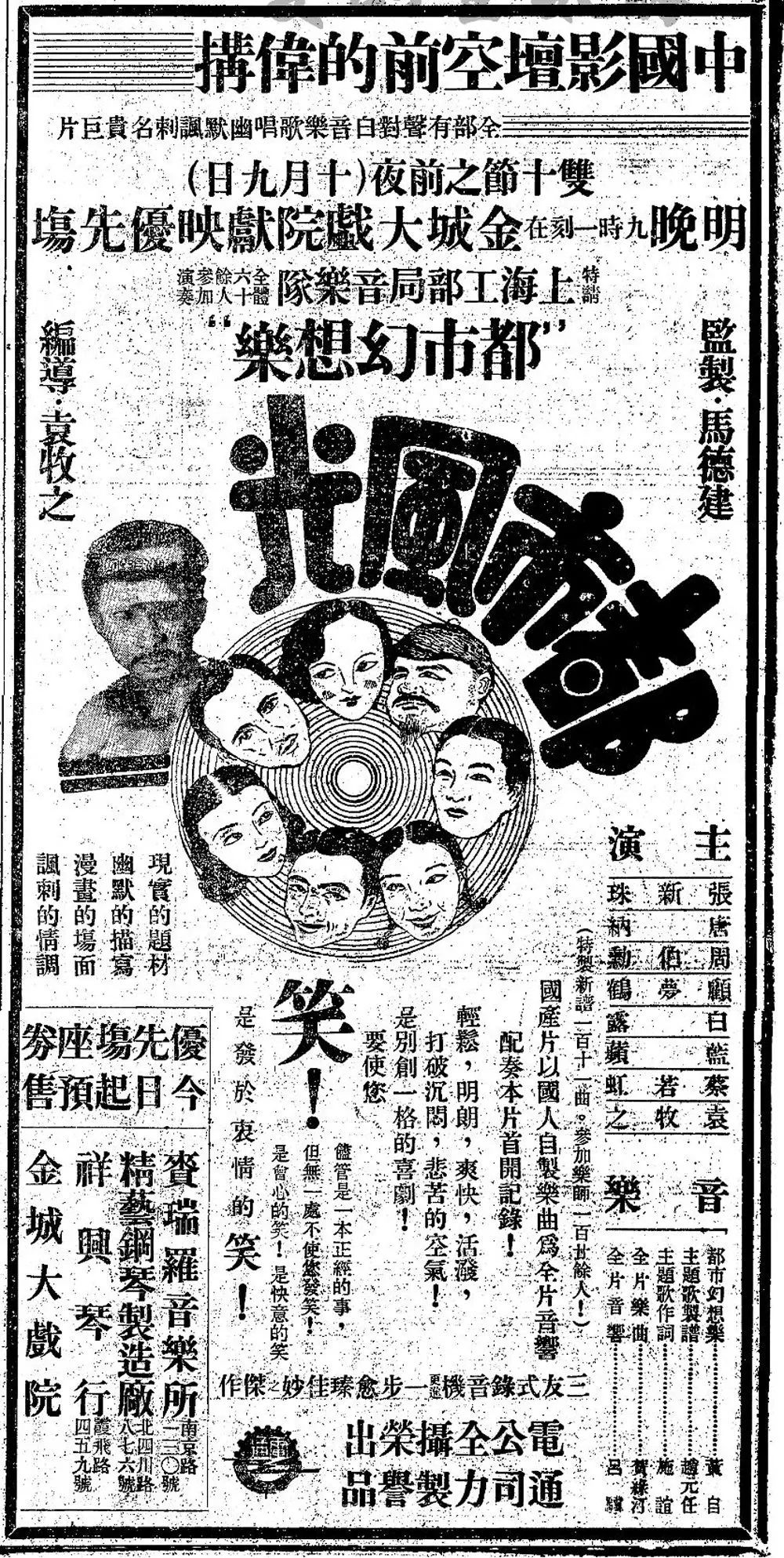
1935年10月9日電通公司音樂喜劇電影《都市風光》上海金城戲院首映廣告

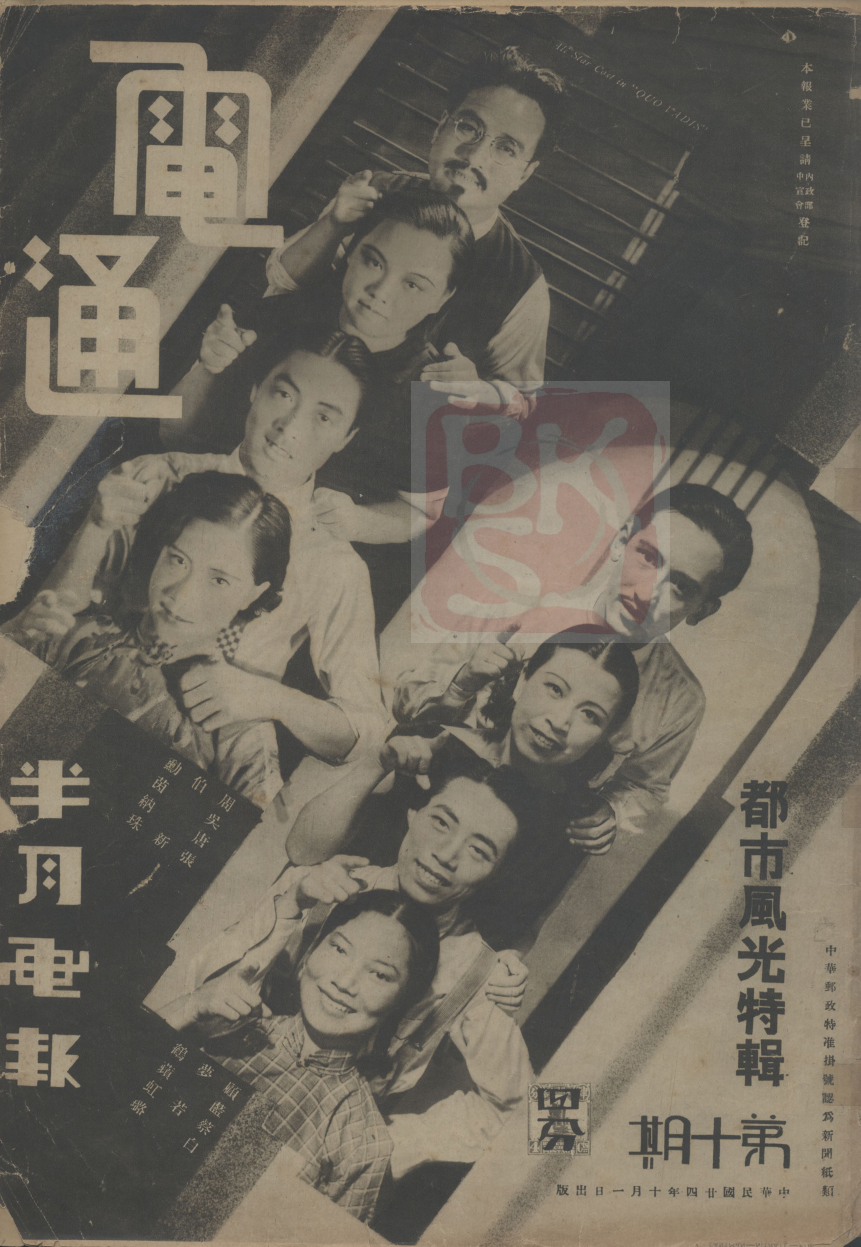
1935年袁牧之編導，電通公司出品，唐納與張新珠等主演音樂喜劇電影《都市風光》主要演員合影。左列從上往下第1位為周伯勛，第2位為吳茵，第3位為主演唐納，第4位為主演張新珠。右列從上往下第1位為顧夢鶴，第2位為藍蘋，第3位為蔡若虹，第4位為白璐。

《都市風光》（原始外文譯名Quo Vadis，現外文譯名Scenes of City Life) ，是於1935年雙十國慶日前夜於上海金城大戲院首映的華語電影，為中國第一部音樂喜劇片。本片是袁牧之編劇與執導的第一部電影。演員方面，此片為舞女張新珠與影評人唐納唯一一部主演電影。

## 電影本事
新村火車站，許多民衆欲乘火車趕往上海，候車時有一放西洋鏡者（袁牧之飾）正在賣藝，於是有父，母，甥，女四人上前觀看。鏡中所映正是“都市風光”：都市中，青年李夢華（唐納飾）正整裝出門，他囊中羞澀欠著房東房錢與包飯錢，又去鴻翔時裝店傾其所有為戀人張小雲（張新珠飾）購買一件絨綫衫。夢華帶著禮物去見小雲，在張家門口遇到從裏面出來的情敵王俊三（顧夢鶴飾）。王俊三用不屑眼光看著夢華，開車揚長而去。丫頭阿香（白璐飾）本想拒絕夢華進家，夢華敲打禮盒暗示，丫頭上樓告知小姐。張家父親（周伯勛飾）與母親（吳茵飾）在為經濟問題爭吵，張父氣冲冲下樓來到客廳，小雲向父親介紹夢華，張父招呼完後去與人合夥開設的德興小型押店。小雲約夢華看電影，夢華托辭先往購票為由，前去張父經營小押店抵押懷錶換得票錢兩元。
影院裏，王俊三與女友（藍蘋飾）親昵地抽烟看片，隔著過道，同排的夢華為小雲遞上零食。熒幕上正在播放米老鼠動畫電影，劇情與夢華剛剛在張家經歷相仿，夢華與小雲看得哭笑不得。散戲後，夢華與小雲巧遇王俊三，小雲答應王俊三開車送回家之邀。小雲臨走時安慰夢華，讓他給自己寫情書。夢華走路回家經過汽車店，其對面還有一家儲蓄店。儲蓄店展示畫中有個儲蓄罐，夢華幻想著存錢后也擁有自己的轎車，會心一笑。
夢華回家後給小雲寫情書，一式兩份，一份寄給小雲，一份投稿報刊文藝欄賺取稿費。小雲接到閨蜜婚禮作伴娘邀請，需要作全套新服飾。從父母處借錢不成，小雲隨父親來當押店，拿走抵押品狐狸圍巾。小雲與新娘閨蜜一同定制新衣，結賬時閨蜜藉口先走，小雲打電話給王俊三辦公室，假言明日生日邀請其到家吃麵。王俊三不善經營茶葉買賣，決定去交易所標金投機博運氣，頭一次進場投標成功。第二天王俊三與陳秘書帶禮物去張家給小雲慶生，小雲以爲禮物是服飾，結果王俊三送的是只漂亮的洋娃娃。王有事先走，陳秘書陪小雲去咖啡館坐坐。陳秘書付賬時，小雲故意將自己的空皮夾遺落在店裏。
張父想以自己小押店積壓的抵押品拿到外邊抵押換錢解困，年關將至，各行都缺現金流，他只好去大同行順昌當鋪抵押，在門口遇到前來典當的夢華，兩人尷尬問好。張父被順昌夥計取笑，負氣離開。小雲和陳秘書到時裝店取新衣，小雲因錢包不見佯怒，陳秘書代付衣錢。小雲還需皮鞋帽子，向王俊三討要洋娃娃的發票，退貨得三十元買來新皮鞋。夢華的情書在報刊發表獲取稿費兩元。小雲和夢華去舞廳參加聖誕舞會，兩元稿費僅夠支付雙人門票。兩人在舞廳裏遇到陳秘書，夢華不悅，又因無錢買單先行離開。王俊三來到舞廳，開香檳慶祝節日，並灌醉小雲。小雲當夜失身於王俊三。張家知道私情後要王俊三與女兒訂婚，夢華知道後寫自殺絕情書給小雲。小雲收信後急著感到夢華住處，發現夢華是假意自殺後憤而離去，夢華情急之下吞下安眠藥後大聲呼救，房東欲送其去捕房，夢華自己帶著儲蓄罐奔向醫院，途中暈倒，零錢撒了一地。
王俊三與小雲婚後，亦漸露財務窘態。年關將至各種催債，陳秘書讓王在交易所再賭一把，結果投機失敗破產。陳秘書與相好的丫頭阿香約定私奔，王俊三為躲債也決定跑路。新年前一天，陳秘書和阿香躲在王俊三轎車後備箱，三人不約而同逃離上海，張父與小雲在汽車後追趕，看著他們離去。此時新村開往上海的火車準備出發，站長敲鐘提醒上車，原本準備出發去上海的父，母，甥，女四人從西洋鏡展示的夢境中醒來，不知該去往何方。

## 演员
| 演員   | 角色       | 備註 |
| 張新珠 | 張小雲     |      |
| 唐納   | 李夢華     |      |
| 周伯勋 | 張小雲父   |      |
| 吴茵   | 張小雲母   |      |
| 顾梦鹤 | 王俊三     |      |
| 白璐   | 丫头阿香   |      |
| 藍蘋   | 王俊三女友 |      |
| 蔡若虹 | 陳秘書     |      |
| 袁牧之 | 西洋鏡者   |      |